# Kung Arthur och hans ädla riddare
Kung Arthur och hans ädla riddare (engelska: The Acts of King Arthur and His Noble Knights) är en roman av John Steinbeck och skriven i modern engelska efter legenderna om Kung Arthur av Sir Thomas Malory. Berättelserna om Arthur var en av Steinbecks personliga favoriter sedan hans barndom, vilket fick honom att vilja skriva om den legendariska kungen och medeltidens England. Den publicerades inte direkt eftersom Steinbeck gick bort 1968, men berättelsen återupptäcktes och publicerades 1976. Boken är en av de få berättelserna Steinbeck har skrivit som inte reflekterar realism eller handlar om amerikanernas liv i Kalifornien. 